# Dawid Malan
Dawid Malan (nacido el 3 de septiembre de 1987) es un jugador de críquet de Inglaterra. En marzo de 2021, durante la gira de Inglaterra por la India, Malan se convirtió en el jugador de críquet más rápido en anotar 1000 carreras en Twenty20 en 24 entradas. En septiembre de 2021, Malan fue incluido en el equipo de Inglaterra para la Copa Mundial Twenty20 masculina de la ICC de 2021.

## Trayectoria deportiva
El 25 de junio de 2017, Malan hizo su debut en el Twenty20 con Inglaterra contra Sudáfrica. El 27 de julio de 2017, hizo su debut en Test Cricket contra Sudáfrica. Malan hizo su debut en One Day International contra Irlanda el 3 de mayo de 2019. Test Cricket promedio de 23.6, Malan fue seleccionado para la serie Ashes en 2017-18. En una gira, donde la selección de Inglaterra fue goleada 4-0 por Australia. Malan hizo su debut con la Big Bash League de Australia y se unió a los Hobart Hurricanes en diciembre de 2020. En febrero de 2021, Punjab Kings compró Malan en la subasta de la Liga Premier de India antes de la IPL de 2021.